# Universitetet i Birmingham

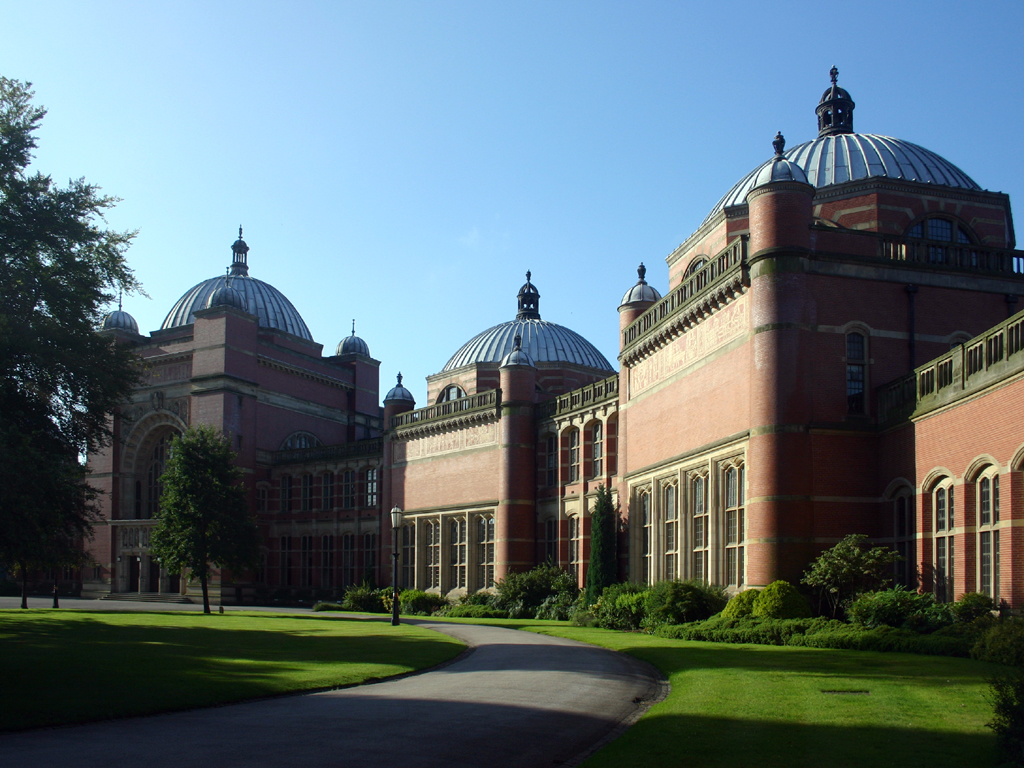
Aston Webb building, Chancellor's Court.

University of Birmingham är ett universitet i stadsdelen Edgbaston i Birmingham, Storbritannien. Universitetet grundades år 1900, och de tidiga universitetsbyggnaderna, Aston Webb-komplexet, är byggda i den typiska "red brick"-stilen. Universitetet rankades av QS Rankings som världens sextioandra bästa universitet och Storbritanniens tionde bästa. 
Universitetets förste rektor var fysikern sir Oliver Joseph Lodge, medan den första kanslern var politikern Joseph Chamberlain. Universitetets förste professor i musik var sir Edward Elgar.
John Henry Poynting var dess professor i fysik med början 1880 på Mason Science College och till sin död 1914. Detta college blev del av University of Birmingham, vars huvudbyggnad i fysik bär Poyntings namn.

## Andra kända personer med anknytning till UB
- Charles Lapworth
- Eric Ives
- John H. Edwards

## Andra universitet i Birmingham
- Aston University
- University of Central England